# Pociski (skała)

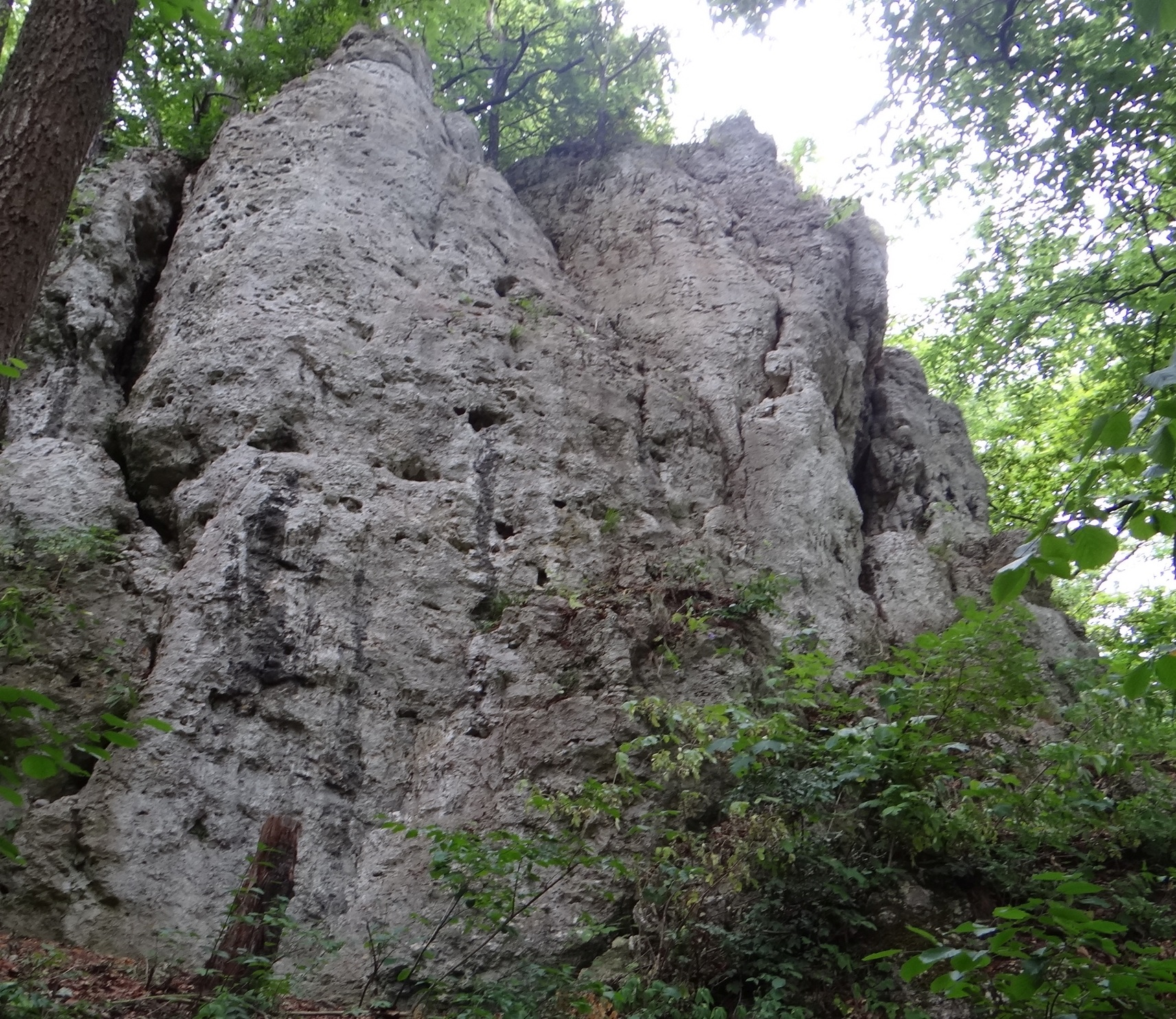

Pociski – skała w Wąwozie Ostryszni na Wyżynie Olkuskiej będącej częścią Wyżyny Krakowsko-Częstochowskiej. Wąwozem obok skały prowadzi czarny szlak turystyczny z Imbramowic (parking w centrum wsi) do Glanowa. 
Pociski znajdują się w zachodniej części grupy skał, między Murkiem z Wampirami a Sanatorium. Jest to zbudowana z twardych wapieni skalistych niewielka skała o wysokości 10 m, ścianach połogich lub pionowych z zacięciem i filarami. Uprawiana jest na niej wspinaczka skalna. Jest 9 dróg wspinaczkowych o zróżnicowanym stopniu trudności od II do VI w skali Kurtyki. Większość to drogi łatwe. Dwie z nich (nr 4 i 5) mają zamontowane stałe punkty asekuracyjne – ringi i stanowiska zjazdowe lub ringi zjazdowe, droga nr 6 ma stanowisko zjazdowe. Skała znajduje się w lesie, ściany wspinaczkowe o wystawie zachodniej.

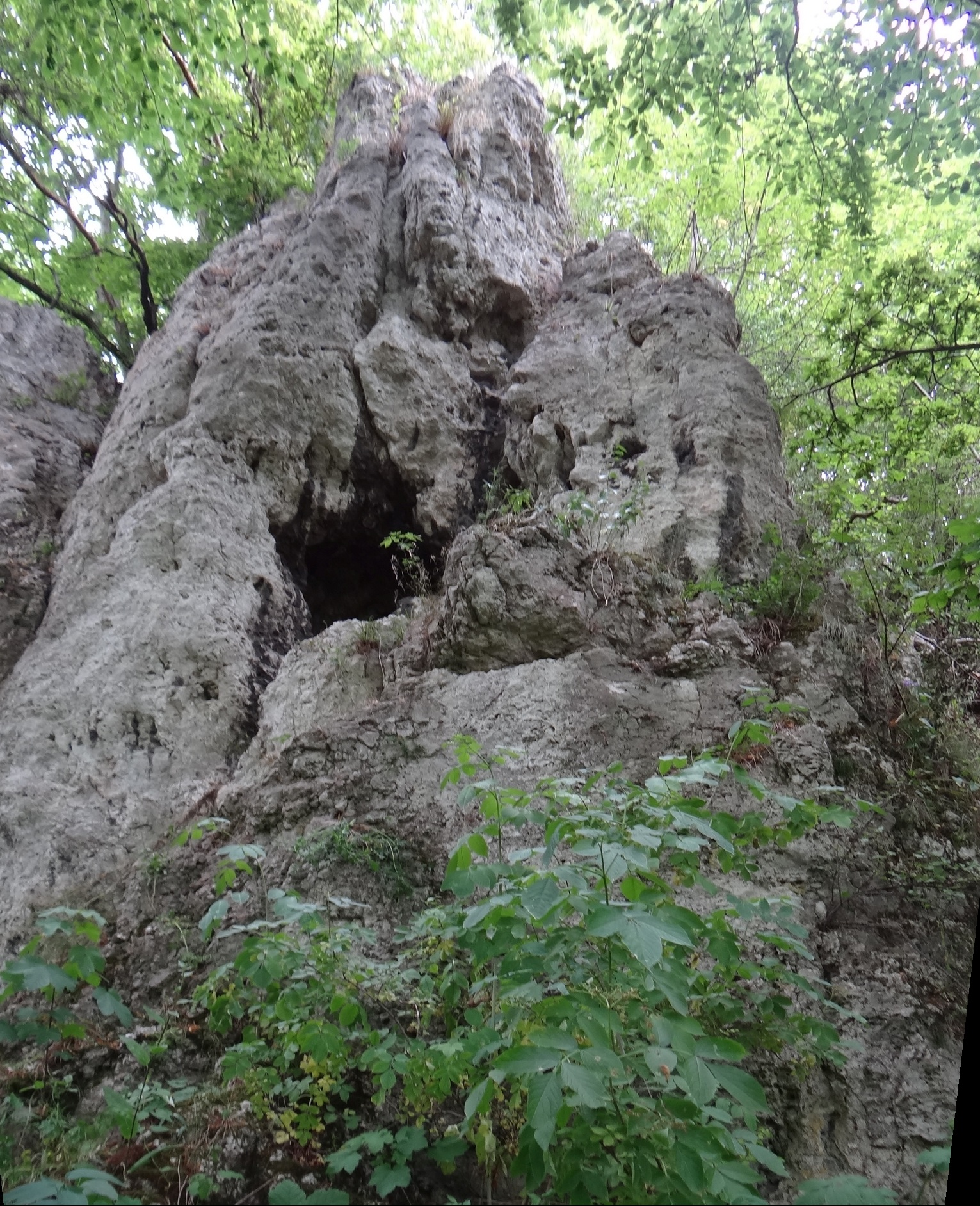

## Drogi wspinaczkowe
1. Niewypał; II,
2. Kartacz; IV,
3. Katiusza; III,
4. Dum dum; VI,
5. Szrapnel; IV,
6. Pociski; II,
7. Torpeda; III,
8. Bełt; IV,
9. Granat; II[3].